# Vampyressa (subgènere)
Vampyressa és un subgènere de ratpenats del gènere Vampyressa de la família dels fil·lostòmids, format per 3 espècies distribuïdes per Centreamèrica i Sud-amèrica.

## Taxonomia
- Ratpenat d'orelles grogues andí (Vampyressa melissa)[1]
- Ratpenat d'orelles grogues petit (Vampyressa pusilla)[2]
- Vampyressa thyone[3]